# Leszek Miłosz
Leszek Antoni Miłosz (ur. 21 marca 1951 w Warszawie) – polski samorządowiec, prawnik i menedżer, w latach 1990–1994 prezydent Świnoujścia.

## Życiorys
Pochodzi z Warszawy, z zawodu prawnik. W kadencji 1990–1994 sprawował funkcję prezydenta Świnoujścia z rekomendacji środowisk „Solidarności”, w tym Stanisława Możejki, który został jego zastępcą. W trakcie jego kadencji wybudowano w mieście m.in. oczyszczalnię ścieków oraz rozpoczęto proces zagospodarowania mienia pozostawionego przez wojska radzieckie po 1993. W 1994 nie kandydował ponownie. W latach 90. kierował zespołem piłkarskim Floty Świnoujście. Niedługo po 1994 powrócił do Warszawy gdzie wykonywał zawód radcy prawnego i menedżera. Był też radcą prawnym w Polskiej Izbie Turystyki.